# 他拉干水库
他拉干水库，位于中华人民共和国内蒙古自治区开鲁县县城开鲁镇以北约25千米，是新开河流域内一座大型旁侧平原水库，由原天然的他拉干泡子改造而成。水库以引洪、灌溉为主，兼有养殖、旅游等综合效益。水库通过开鲁镇红旗村小泡子屯东的引水渠道引新开河水进入水库，余水从东南角流出由排水渠经建华镇俊昌村南退回新开河。水库总库容1.35亿立方米，兴利库容0.932亿立方米。水库大坝为均质土坝，主坝长1500米，坝高5米，副坝5座，总长4500米。水库灌溉面积2万公顷，养鱼水面2590公顷，年产鲜鱼15万千克。水库建成后对改善周边生态环境起到重要作用，目前有多种国家级保护动物生活在库边和库区内。水库已成为开鲁县重要的旅游景点。